# Rørstad
Rørstad est une localité du comté de Nordland, en Norvège.

## Géographie
Administrativement, Rørstad fait partie de la kommune de Sørfold.